# Teodor Bursche

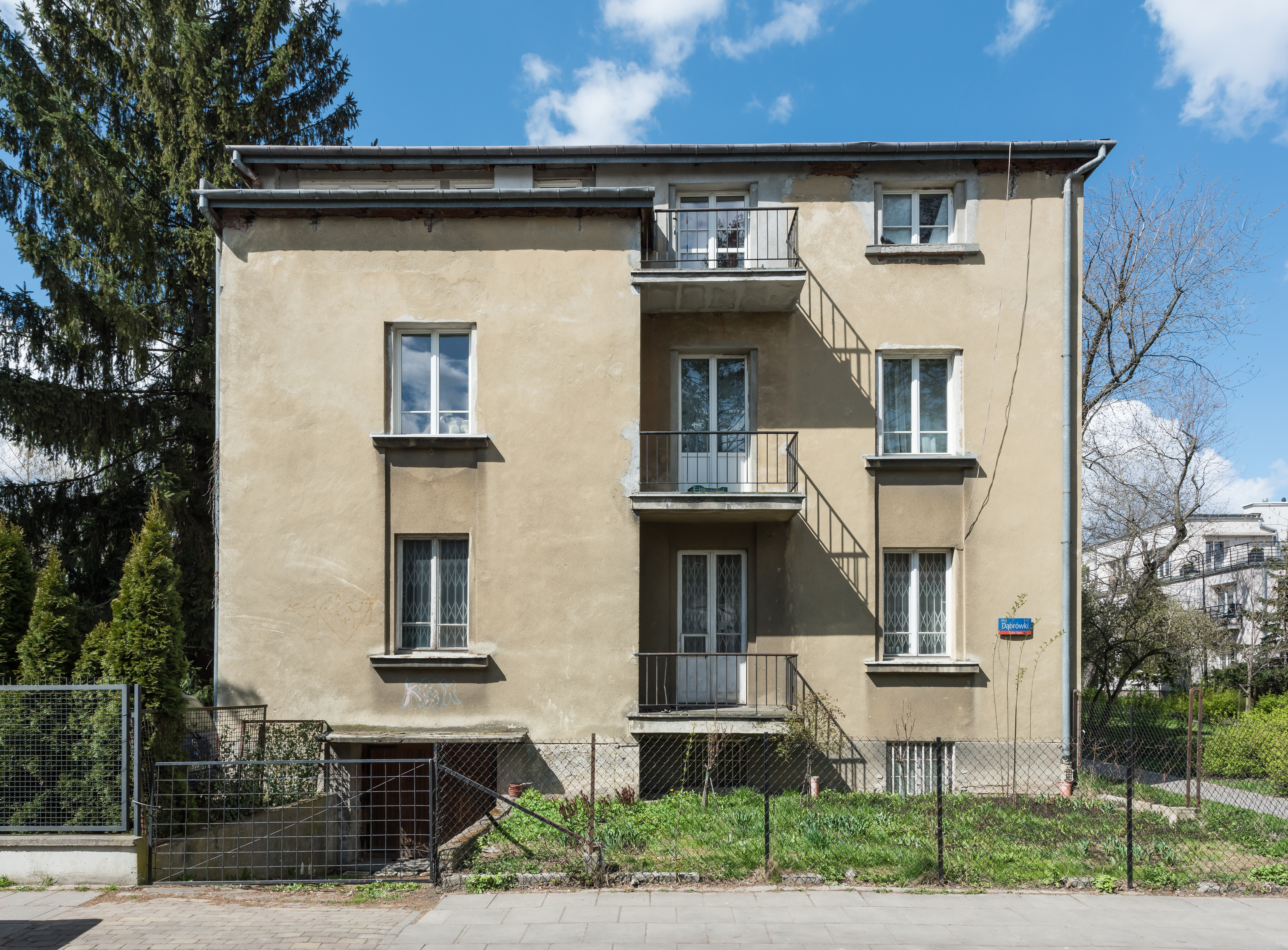
Willa Władysława Różyckiego przy ul. Elsterskiej 1 na Saskiej Kępie w Warszawie zaprojektowana przez Teodora Burschego i wybudowana w 1935

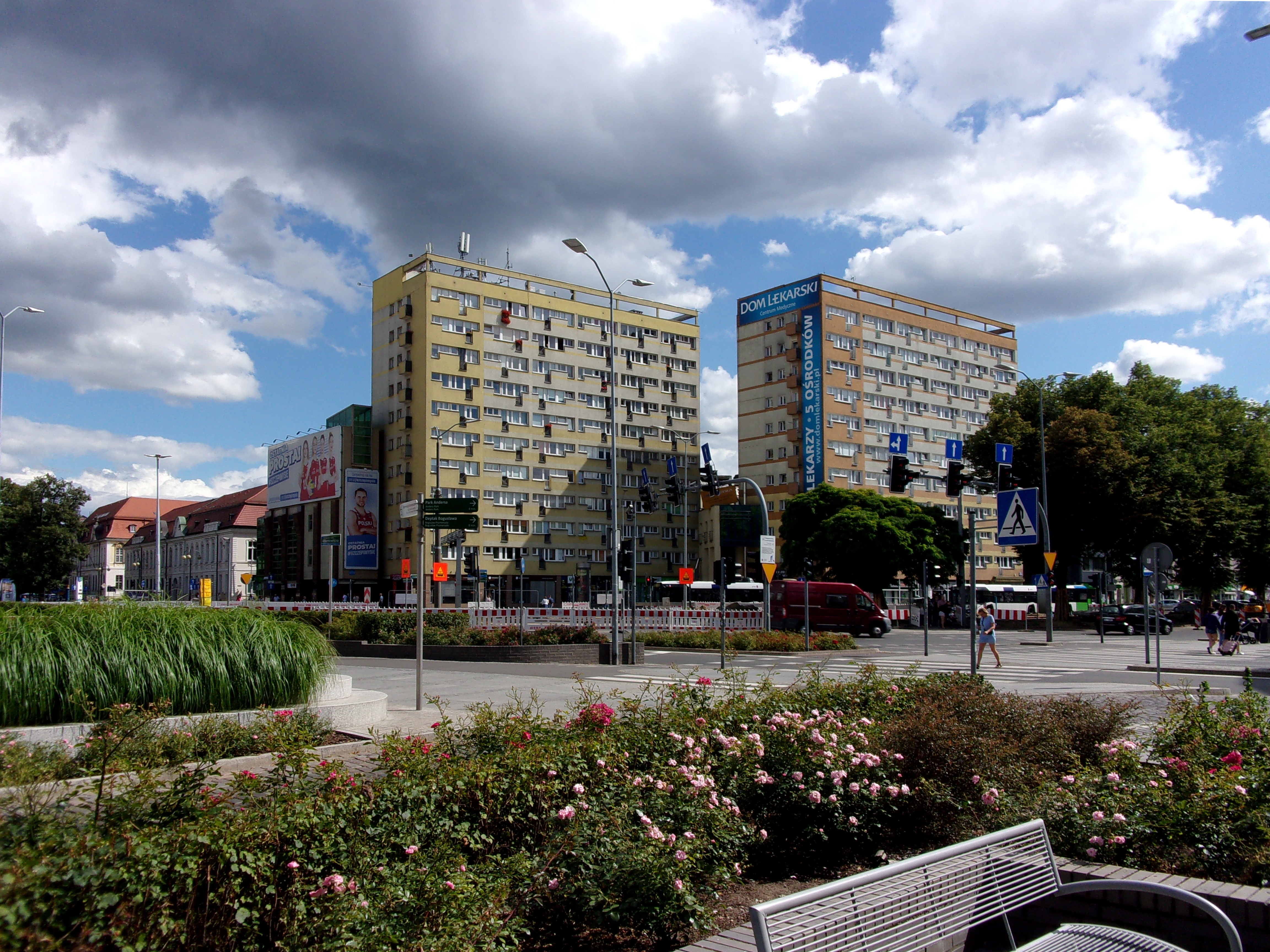
Punktowce przy pl. Żołnierza Polskiego w Centrum Szczecina (współprojektant Teodor Bursche)

Teodor Bursche, także Bursze (ur. 31 maja 1893 w Zgierzu, zm. 19 marca 1965 w Warszawie) – polski architekt.

## Życiorys
Był synem Ernesta Wilhelma Burschego (1831–1904), proboszcza parafii ewangelickiej w Zgierzu, i Marii Matyldy z domu Harmel (1852–1919). Brat przyrodni Juliusza Burschego, biskupa Kościoła Ewangelicko-Augsburskiego i brat rodzony księdza Edmunda (1881–1940).
Po ukończeniu gimnazjum studiował architekturę na Cesarskiej Akademii Sztuk Pięknych w Petersburgu.
Do 1939 pracował jako wykładowca w Żeńskiej Szkole Architektury im. St. Noakowskiego. Członek Zarządu Głównego SARP. Projektował strażnice Korpusu Ochrony Pogranicza na Kresach Wschodnich oraz budynki dla Kościoła Ewangelicko-Augsburskiego.
W październiku 1939 został aresztowany przez Niemców wraz z braćmi Juliuszem i Alfredem. Trafił do aresztu przy ul. Daniłowiczowskiej, a w styczniu 1940 na Pawiak. Na początku maja 1940 został wywieziony do obozu koncentracyjnego Sachsenhausen, a stamtąd 28 maja 1940 do Mauthausen-Gusen. Został uwolniony z obozu przez wojska amerykańskie w kwietniu 1945.
Po 1945 pracował w Wydziale Architektury Zabytkowej Biura Odbudowy Stolicy (BOS). W latach 1951–1960 główny projektant w Pracowni Konserwacji Zabytków.
Zmarł na gruźlicę, której nabawił się podczas pobytu w obozie. Został pochowany na cmentarzu ewangelicko-augsburskim w Warszawie (aleja E, grób 13).

## Życie prywatne
Dwukrotnie żonaty. W 1920 z Kazimierą Maciejowską, z którą miał córkę Hannę z męża Górecką (1921–1996) oraz dwóch synów: Teodora (1926–1992), architekta i Juliusza (1928–1995), konserwatora malarstwa i muzealnictwa, rektora ASP i dyrektora Muzeum Narodowego w Warszawie. Po II wojnie światowej ożenił się z Aliną Wolff.

## Ważniejsze prace
- kościół ewangelicki w Rudzie Pabianickiej
- pensjonat „Almira” w Wiśle[2]
- gmach Związku Nauczycielstwa Polskiego przy ul. Smulikowskiego w Warszawie (z Antonim Kowalskim, 1930–1932)[6]
- odbudowa strony Barssa Rynku Starego Miasta w Warszawie
- odbudowa kościoła Świętej Trójcy w Warszawie (1950)[1]
- rekonstrukcja Zamku w Krasiczynie[2]
- współautor powojennej przebudowy wnętrz pałacu Rady Ministrów[7]
- pomnik ku czci Polaków pomordowanych w b. obozie koncentracyjnym w Mauthausen (1955, ze Stanisławem Sikorą)[8][1]
- osiedle Kombajn w Warszawie (1960–66)[9]
- cztery punktowce wokół placu Żołnierza Polskiego w Szczecinie (wraz z Aliną Bursche, Stanisławem Płoskim i Romanem Szymborskim)[10]

## Odznaczenia i ordery
- Krzyż Komandorski Orderu Odrodzenia Polski
- Złoty Krzyż Zasługi (dwukrotnie: 11 listopada 1936[11], 11 lipca 1955[12])
- Medal 10-lecia Polski Ludowej (19 stycznia 1955)[13]